# Hauptkirche Sankt Petri

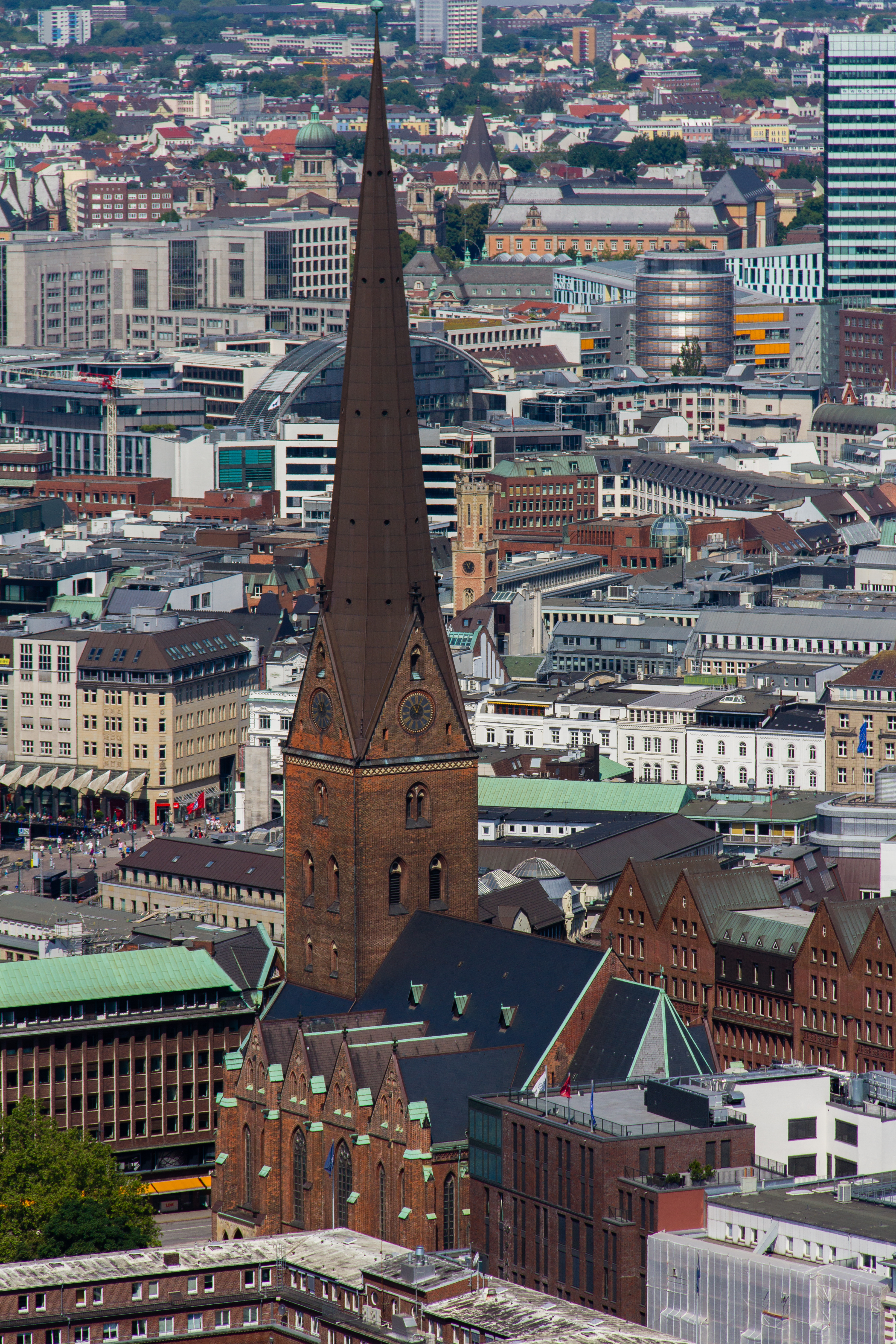
St. Petri (2013)

Die Sankt-Petri-Kirche ist die älteste Pfarrkirche Hamburgs. Sie ist nach dem Apostel Petrus benannt und gehört zu den fünf Hamburger Hauptkirchen.

## Lage und Übersicht

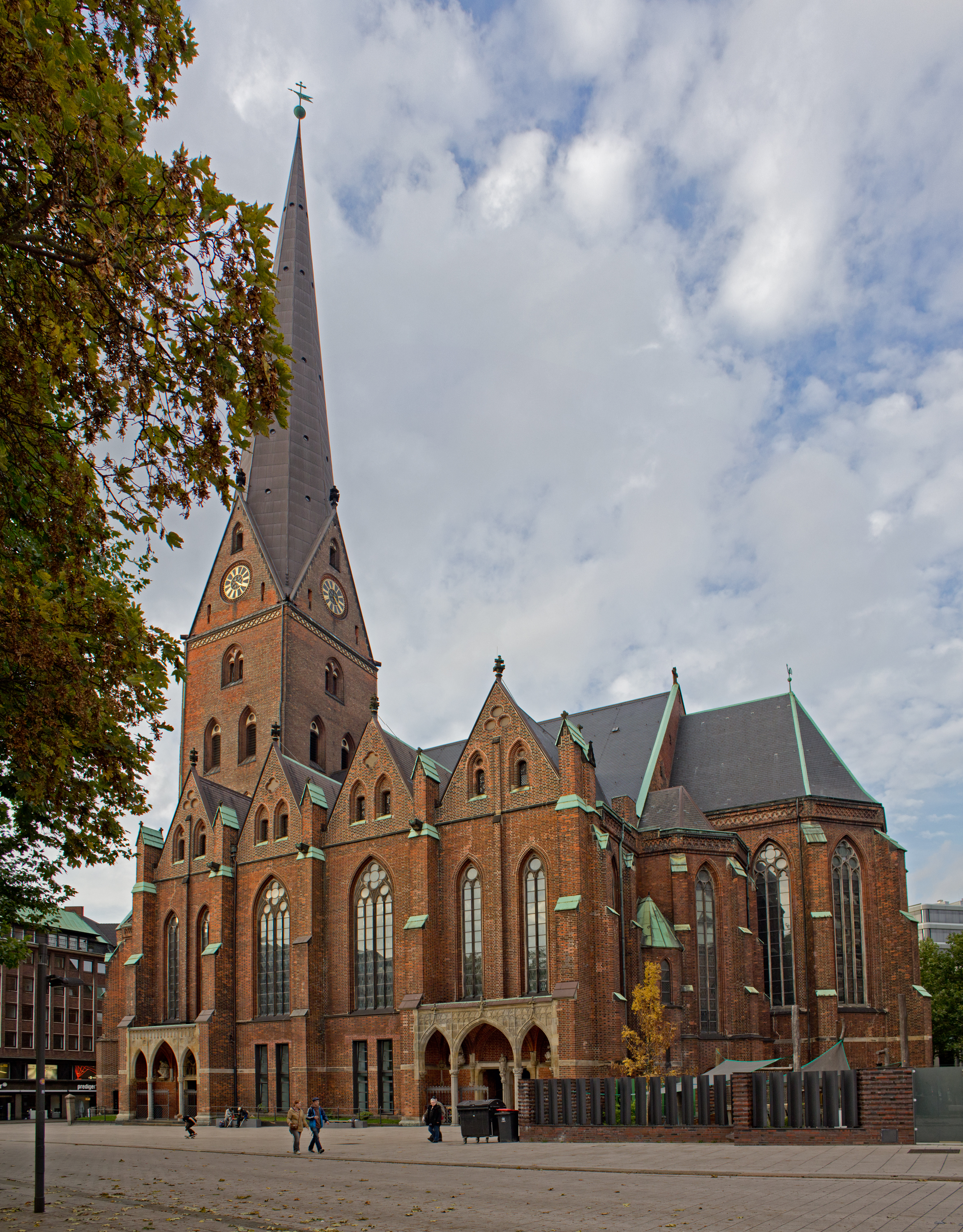
Südansicht

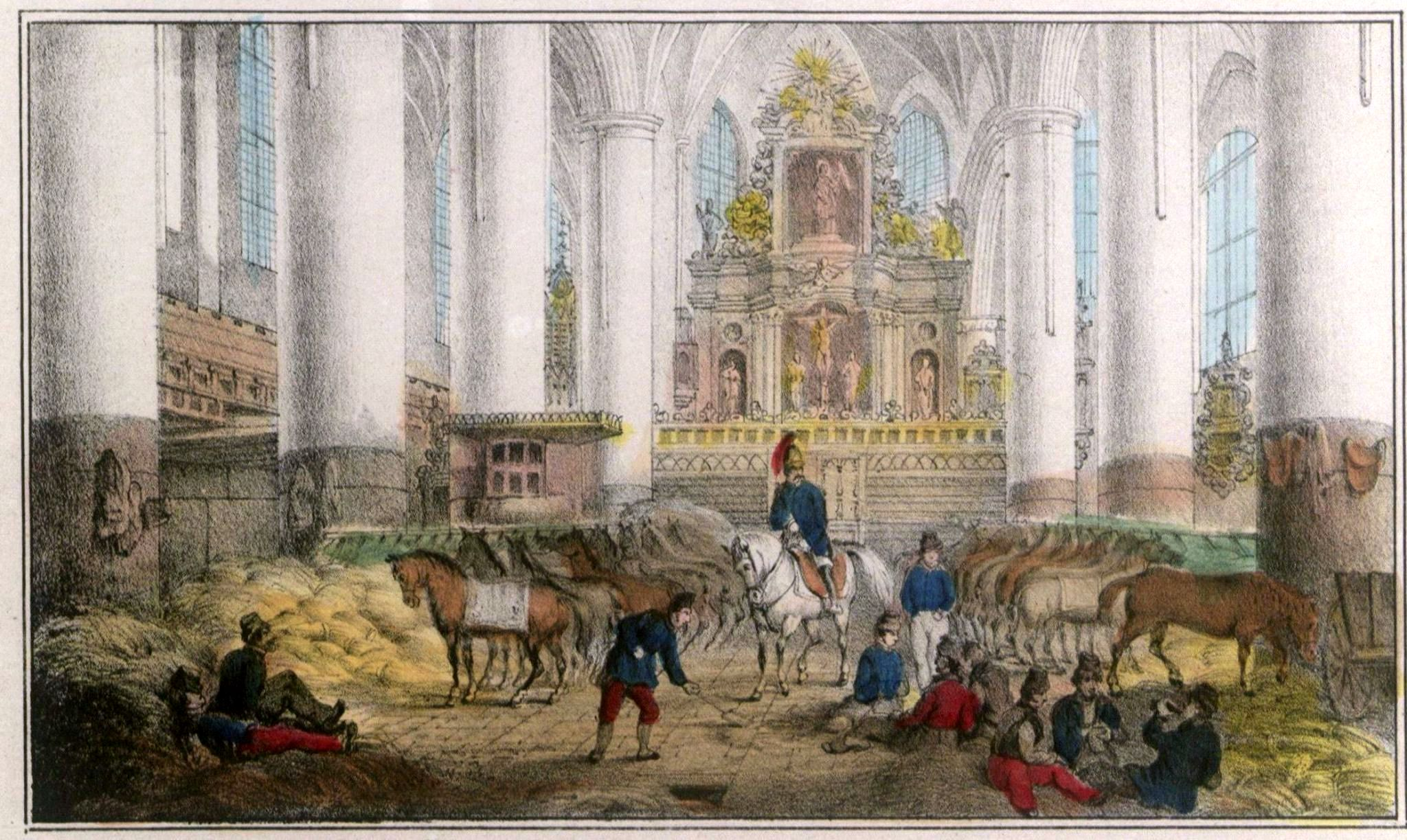
St. Petri als Pferdestall in der Hamburger Franzosenzeit (Peter Suhr, 1830)

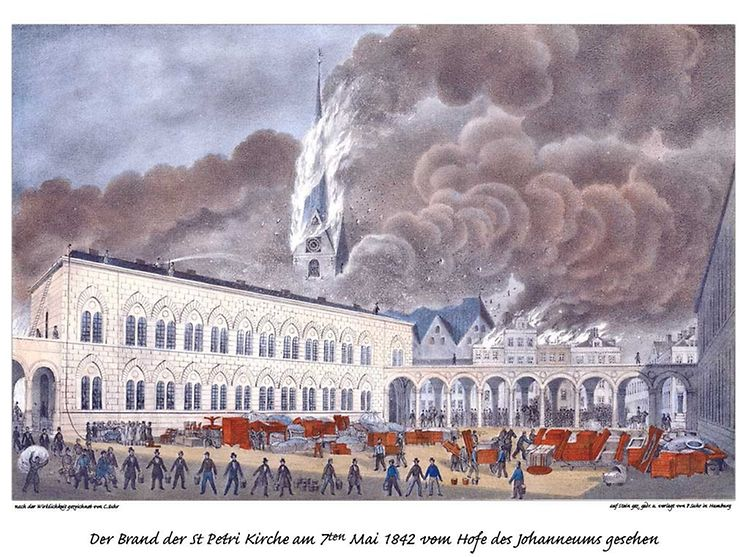
Der Brand der St. Petri-Kirche am 7. Mai 1842 vom Hof des Johanneums gesehen

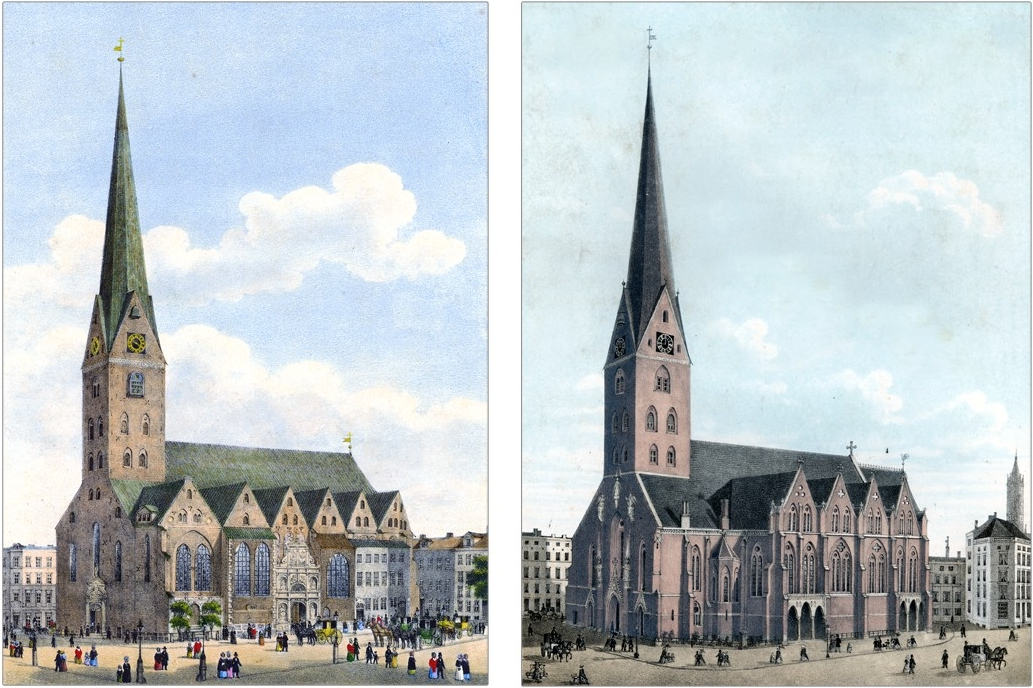
St. Petri vor und nach dem Brand

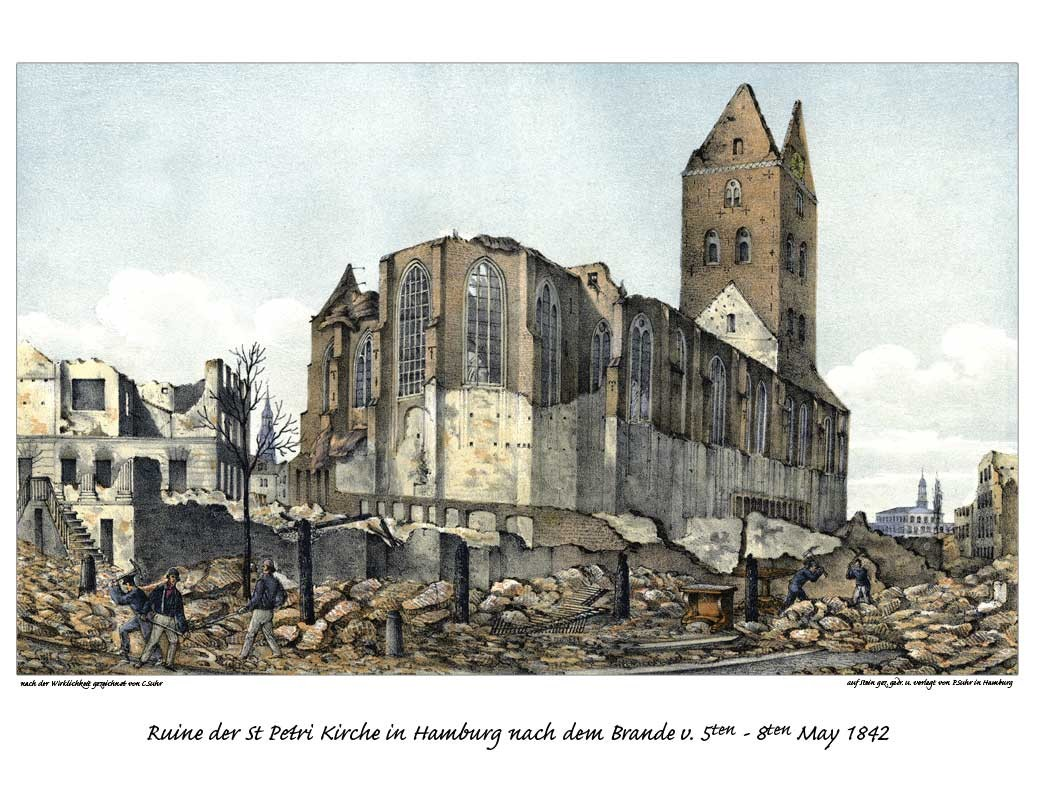
St. Petri nach dem Brande, Lithografie der Gebrüder Suhr

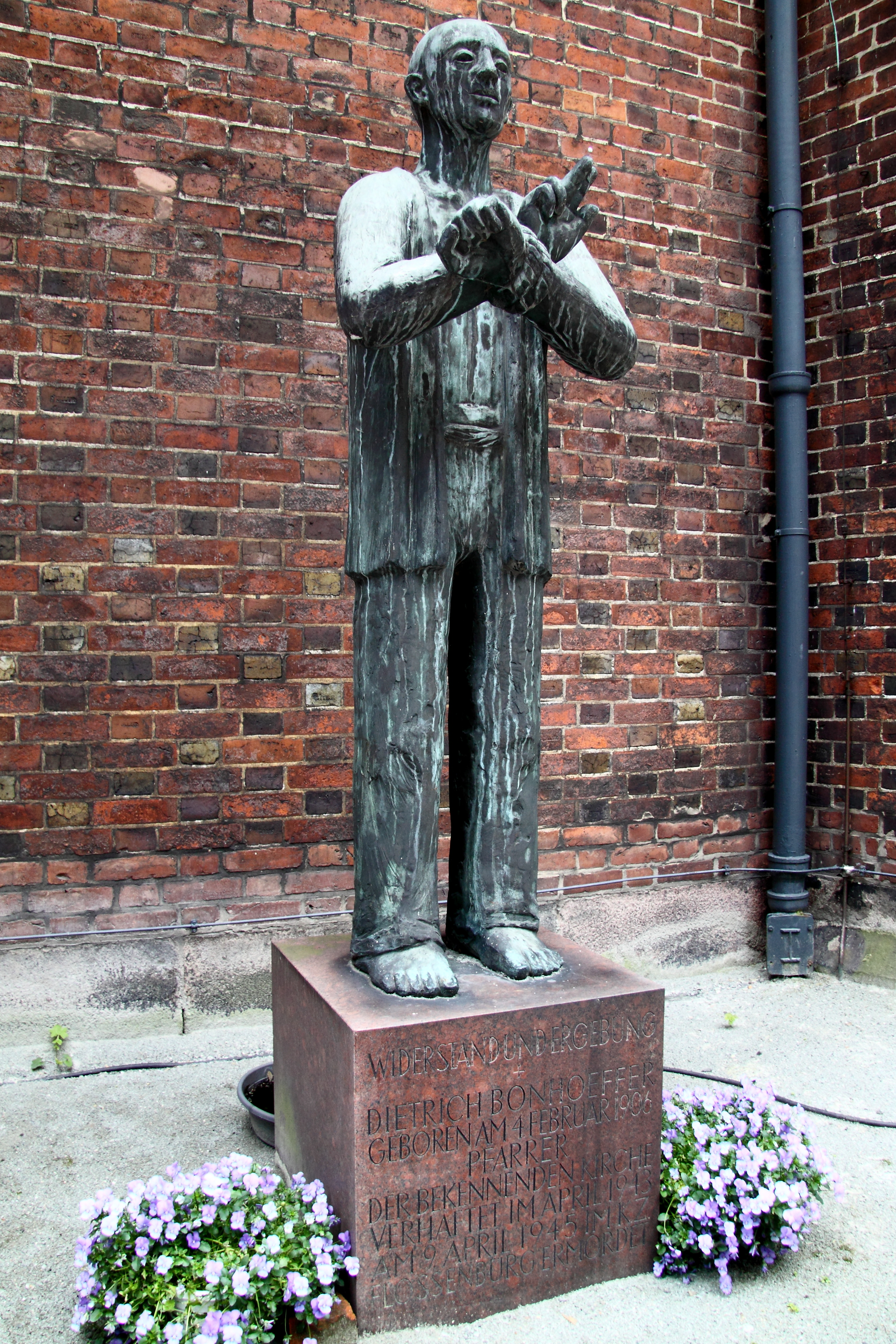
Dietrich Bonhoeffer

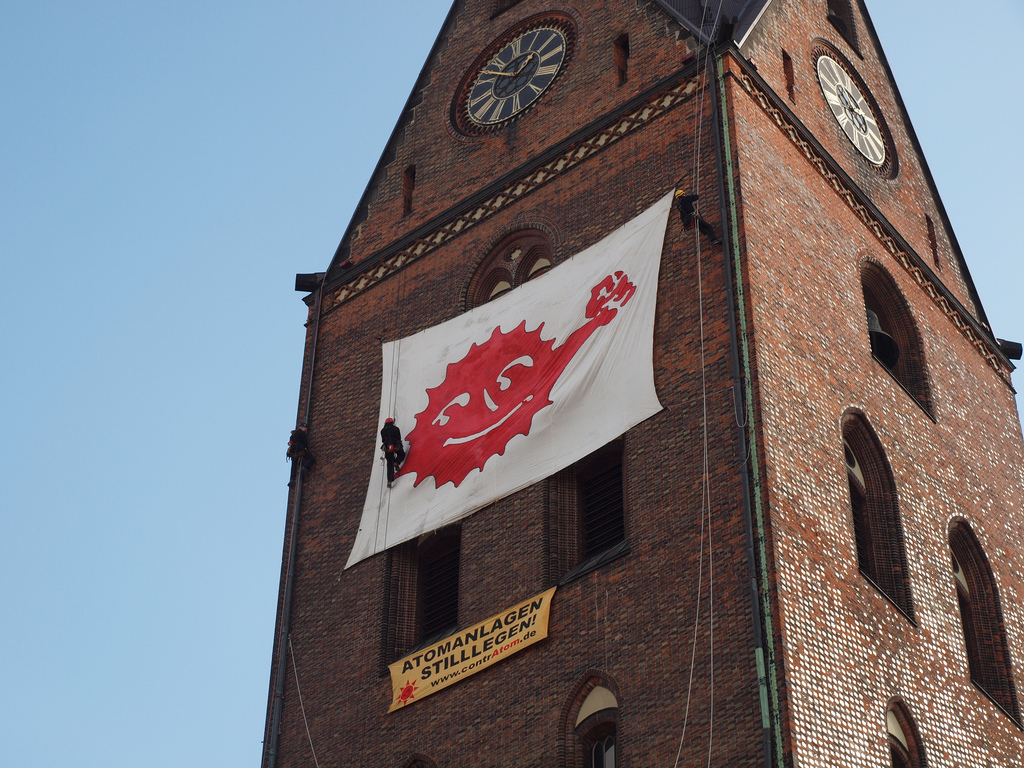
AKW-Protest (2011)

Mit ihrer Lage an der Mönckebergstraße im Norden, an der Bergstraße im Westen, am Speersort im Süden und an der Kreuslerstraße im Osten markiert sie bei 9,48 m ü. NN den höchsten Punkt von Hamburg-Altstadt. Die Fußgängerpassage an der Ostseite der Kirche heißt Bei der Petrikirche.
Der 132 Meter hohe Kirchturm kann über 544 Treppenstufen bis auf eine Höhe von 123 Metern bestiegen werden und bietet durch Bullaugen einen guten Überblick über Hamburg.
Die evangelische Gemeinde zählt heute wenige hundert Mitglieder. Etwa 300 Personen arbeiten im Dienst der Gemeinde, als Seelsorger, Sozialarbeiter, Chorleiter, Handwerker etc., die Mehrzahl von ihnen ehrenamtlich.

## Geschichte

### Mittelalter
Die Petrikirche steht am höchsten Punkt eines Geestrückens, an dem sich die erste Hamburger Siedlung bei der Hammaburg befand. Die Ursprünge der Kirche als Holzkapelle werden für spätestens Anfang des 11. Jahrhunderts angenommen, die erste urkundliche Erwähnung fand sie 1195 als ecclesia forensis (Marktkirche). Sie ist nach dem 1805 abgerissenen Mariendom die zweitälteste Kirche in Hamburg-Altstadt. 1220 nannte Papst Honorius III. bei einer Bestätigung der Besitzübertragung auf das Domkapitel für diese Kirche das Patrozinium des Apostels Simon Petrus; unbekannt ist jedoch, wann der Holzbau durch einen ersten Steinbau ersetzt wurde.
Der zunehmende Wohlstand der Hamburger Bürger ermöglichte ab 1310 den Ausbau zu einer dreischiffigen, backsteingotischen Hallenkirche aus vier Jochen mit gestaffeltem Dreiapsidenschluss. 1327 erfolgte die Weihe „yn de ere sunte Peter und Pawels der hillygen Apostel“. Die Grundsteinlegung für den Turmbau fand im Jahr 1342 statt, zunächst nur ein vorgesetzter Westturm ohne Spitze. Die Spitze wurde zwischen 1377 und 1383 durch den Baumeister Hermen van Kampen errichtet und mit einer Bleideckung vollendet. Bereits ab dieser Zeit erfuhr der Bau einige charakteristische Veränderungen: 1376 wurde an der Nordseite des Turms die Martinskapelle in Verlängerung des Seitenschiffes errichtet. In den Folgejahren erhielt auch die Südseite mit der Ansgarkapelle ihr Gegenstück, so dass der Turm eine von Stützpfeilern unterteilte Westfassade mit drei Portalen erhielt. 1418 erfolgte die Erweiterung um ein zweites Südseitenschiff in der Länge des Mittelschiffes. Anfang des 16. Jahrhunderts kamen zwei weitere Kapellenanbauten hinzu.
Von 1513 bis 1516 wurde unter der Leitung des hannoverschen Baumeisters Heinrich Berndes (Barteldes) die alte Turmspitze durch einen neuen kupfergedeckten Turmhelm ersetzt. Er sollte „sich hogher in de lucht strecken alße de olde“ und überragte den in unmittelbarer Nachbarschaft stehenden Mariendom. Mit 445 Hamburger Fuß (127,5 Metern) war der Turm nun der höchste der Stadt, bis 1518 der ebenfalls von Berndes für St. Nikolai geplante mit 135 Metern Höhe fertiggestellt war.
Beim Bau des Gemeindezentrums wurden 1962 die Fundamente des mittelalterlichen „Bischofsturms“ entdeckt, der nach neueren Erkenntnissen wohl eher ein Stadttor in Hamburgs ältester Stadtbefestigung, dem Heidenwall, war.

### Grabower Altar
Aus St. Petri stammt der sogenannte Grabower Altar des Meister Bertram von Minden (ca. 1340–1414/15), geschaffen 1379/83. Dass ihn die Gemeinde von St. Petri 1731 an die Kirche von Grabow schenkte, hat ihn vor der Zerstörung im Großen Brand 1842 gerettet. 1903 kaufte Alfred Lichtwark ihn für die Hamburger Kunsthalle zurück. Der ehemalige Hochaltar von St. Petri zeigt den Anspruch und Reichtum der Bürgerschaft: Man wählte einen bedeutenden, aus dem Prager Umkreis des Kaisers stammenden Künstler.

### Brand
Der Kirchenbau fiel am 7. Mai 1842 fast vollständig dem Hamburger Brand zum Opfer. Erhalten blieben die nördliche Außenmauer, die Nebenapsis bis etwa sieben Meter Höhe und die beiden unteren Turmgeschosse. Die meisten Kunstwerke, wie zum Beispiel der Löwenkopf-Türgriff, konnten gerettet werden. Sieben Jahre später fand an gleicher Stelle die Einweihung des neugotischen Neubaus statt, errichtet nach den Plänen der Architekten Alexis de Chateauneuf und Hermann Peter Fersenfeldt unter Mitwirkung des Malers Martin Gensler, die kupfergedeckte Turmspitze nach den Plänen von Johann Hermann Maack. Der Neubau entsprach der mittelalterlichen Hallenkirche und beseitigte nur deren wenig praktische Einteilung und historisch gewachsene Unordnung durch eine neue Gestaltung des Innenraums. Die Südschiffe wurden durch einen Mittelpfeiler zentralisiert und zusammengezogen, die Hauptpfeiler zwar in der alten Form rekonstruiert, jedoch mit deutlich verringertem Querschnitt, so dass die ganze Kirche sich nun auf die Kanzel hin orientiert. Am 132 Meter hohen Kirchturm, der am 7. Mai 1878 fertiggestellt war, wurden neben dem gebräuchlichen Backstein teilweise glasierte Binder verwendet, die im regelmäßigen Verband der großen Fläche eine besondere Wirkung verleihen.
Mit der Umstrukturierung der Hamburger Altstadt, dem Abriss der Gängeviertel und der Errichtung des Kontorhausviertels verlor die Gemeinde viele Mitglieder. Die Operation Gomorrha überstand die Kirche nahezu unversehrt.
Seit Einführung der Reformation hatte St. Petri 31 Hauptpastoren und eine Hauptpastorin.

### Bonhoeffer-Denkmal
Außen am nordöstlichen Ende des Chors steht ein Denkmal für Dietrich Bonhoeffer von Fritz Fleer. Die von Axel Springer gestiftete und am 23. November 1979 eingeweihte Bronzestatue von Fritz Fleer zeigt den 1945 hingerichteten Theologen in Häftlingskleidung mit gefesselten Händen. Die Inschrift am Sockel lautet:

„Widerstand und Ergebung + Dietrich Bonhöffer / geboren am 4. Februar 1906 / Pfarrer / der bekennenden Kirche / verhaftet im April 1943 / am 9. April 1945 im Konzentrationslager Flossenbürg ermordet“

### AKW-Protest
Vom 2. bis 18. April 1979 besetzten etwa 400 Atomkraftgegner, darunter auch einige evangelische Pastoren, die Kirche. Die Besetzung begann als Bitte um Kirchenasyl, um den Haftantritt eines zu einer Haftstrafe verurteilten Teilnehmers an der Demonstration am 19. März 1977 gegen den Bau des Atomkraftwerks in Grohnde zu verhindern. Nach dessen Flucht in die Niederlande wurde die Besetzung ab dem 7. April mit einem erweiterten Forderungskatalog fortgesetzt. Unter Verweis auf den Atomunfall im Kernkraftwerk Three Mile Island am 28. März 1979, bei dem es beinahe zum Super-GAU gekommen wäre, erklärten sie, „dass Widerstand gegen AKW’s mit allen Mitteln notwendig“ sei und forderten die Rücknahme aller Urteile und Schadensersatzforderungen gegen Atomkraft-Gegner. Durch die Besetzung wurde die Nutzung der Kirche zwar beeinträchtigt, Gottesdienste und andere Veranstaltungen fanden aber weiterhin, zum Teil auch mit aktiver Beteiligung der Besetzer statt. Nachdem die Auseinandersetzungen um die Besetzung zum kirchlichen Osterfest hin deutlich eskalierten und sich das zunächst kooperative Verhältnis zwischen Besetzern und Petrikirchengemeinde zunehmend verschlechterte, verließen die Besetzer am 18. April 1979, „singend und Blumen verteilend“ die Kirche. Christoph Störmer, einer der teilnehmenden zehn Pastoren, gegen die von der Kirchenleitung ein Verweis ausgesprochen wurde, wurde später von 2002 bis 2015 Hauptpastor der Gemeinde.
Nach der Nuklearkatastrophe von Fukushima seilten sich am 26. März 2011 Aktivisten von Robin Wood aus einem Kirchturmfenster ab und befestigten eine Lachende Sonne am Turm.

## Fassaden

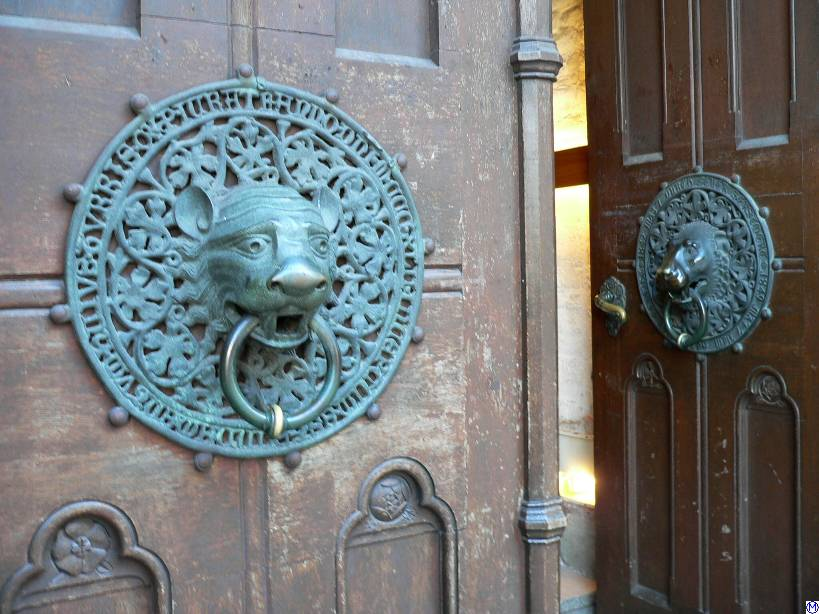
Türzieher (1342)

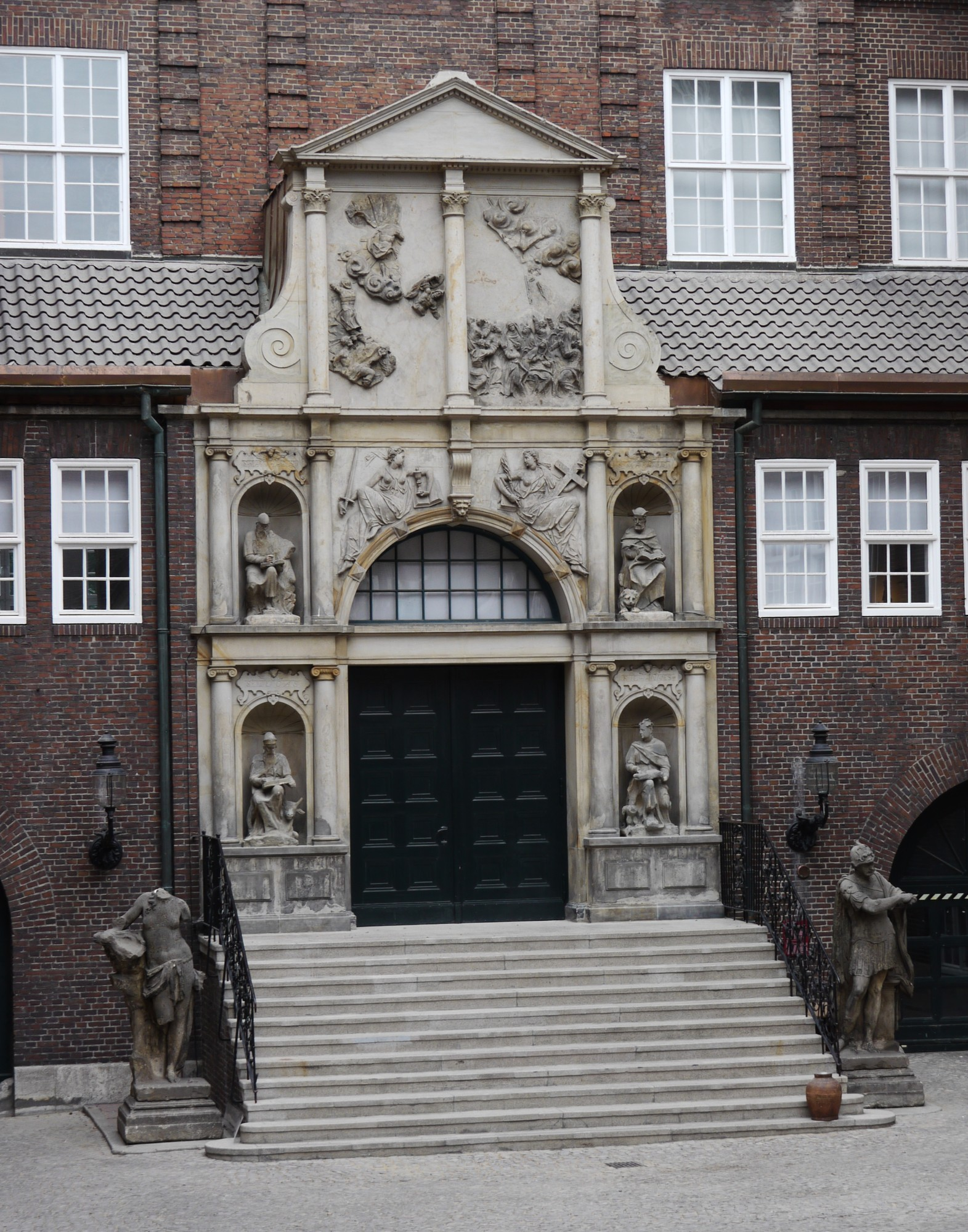
Ehemaliges Südportal

### Westfassade
Im Westen dominiert der quadratische Turm. Das älteste erhaltene Kunstwerk der Kirche ist der linke Türzieher des mittleren Westportals in Form eines bronzenen Löwenkopfs. Er stammt aus dem Jahr 1342, vermutlich aus der Lübecker Werkstatt des Bildhauers und Erzgießers Hans Apengeter. Die Umschrift lautet:

„Anno Domini MCCCXLII incoeptum est fundamentum hujus turris. Or[ate] p[ro] Jurati[s].“

„Im Jahre des Herrn 1342 ist das Fundament dieses Turmes begonnen worden. Betet für die Kirchgeschworenen [=Gemeinderat].“

Am rechten Türflügel befindet sich eine neugotische Nachbildung des Löwenkopf-Griffes von Wilhelm von Hanno aus dem Jahr 1849. Dieser trägt die Inschrift:

„1842 Mai 7 durch Feuer zerstört + 1849 Mai 7 dem Herrn neu geweiht“

### Südfassade
Das barocke Südportal, 1604/05 von dem Bildhauer Georg Baumann geschaffen, wurde beim Brand von 1842 erheblich beschädigt und erst beim Bau des Museums für Hamburgische Geschichte 1922 als Architekturfragment in dessen Innenhof wieder aufgestellt.
Die vier Marmorskulpturen der Evangelisten in den Eingangshallen der Südseite von 1888 sind Werke von August Herzig, der zusammen mit Fritz Neuber (1837–1889) auch die Skulpturen an der Giebelwand der Westseite (Christus mit Engeln über Petrus und Paulus) schuf.

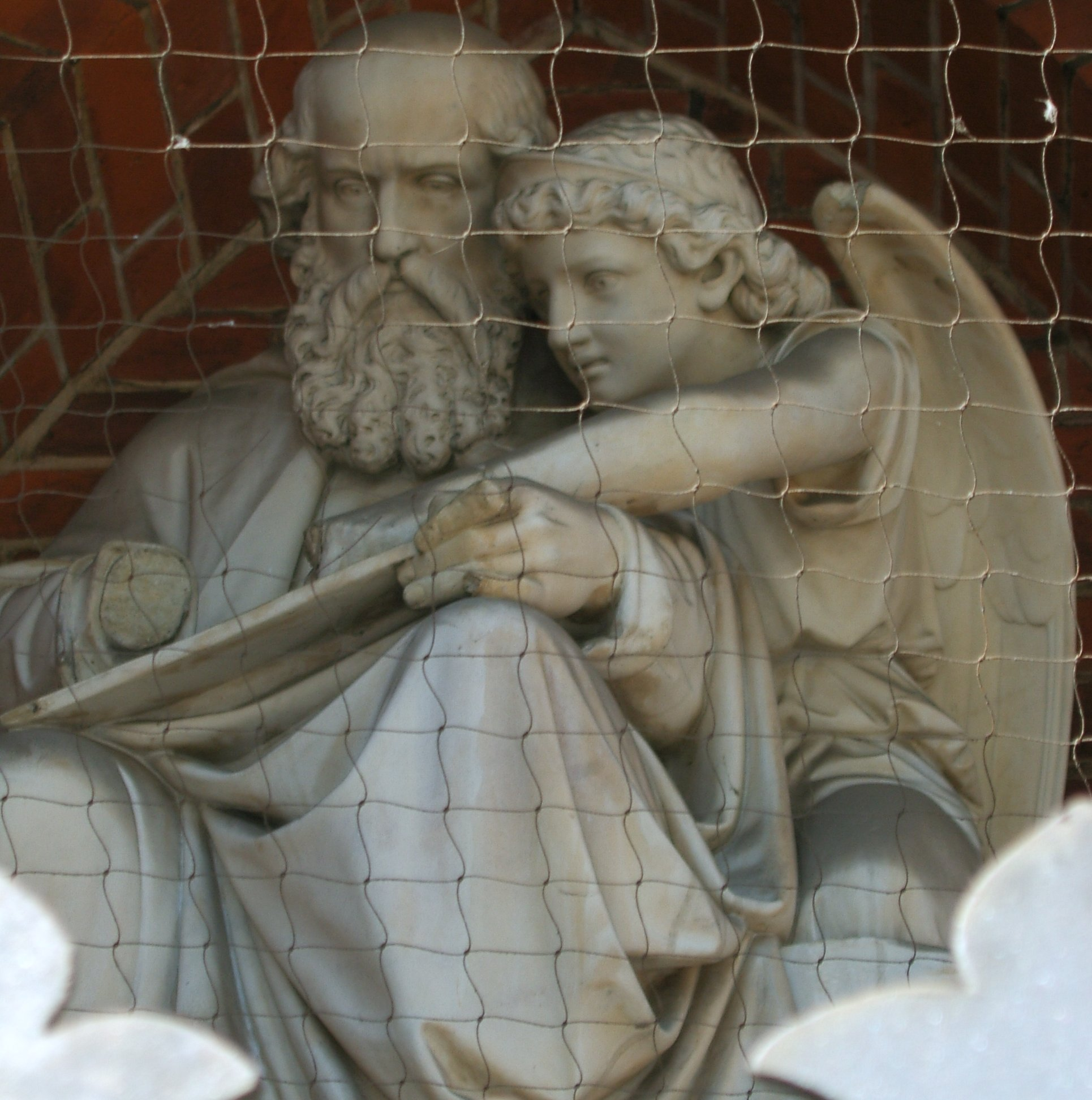
Matthäus mit geflügeltem Mensch
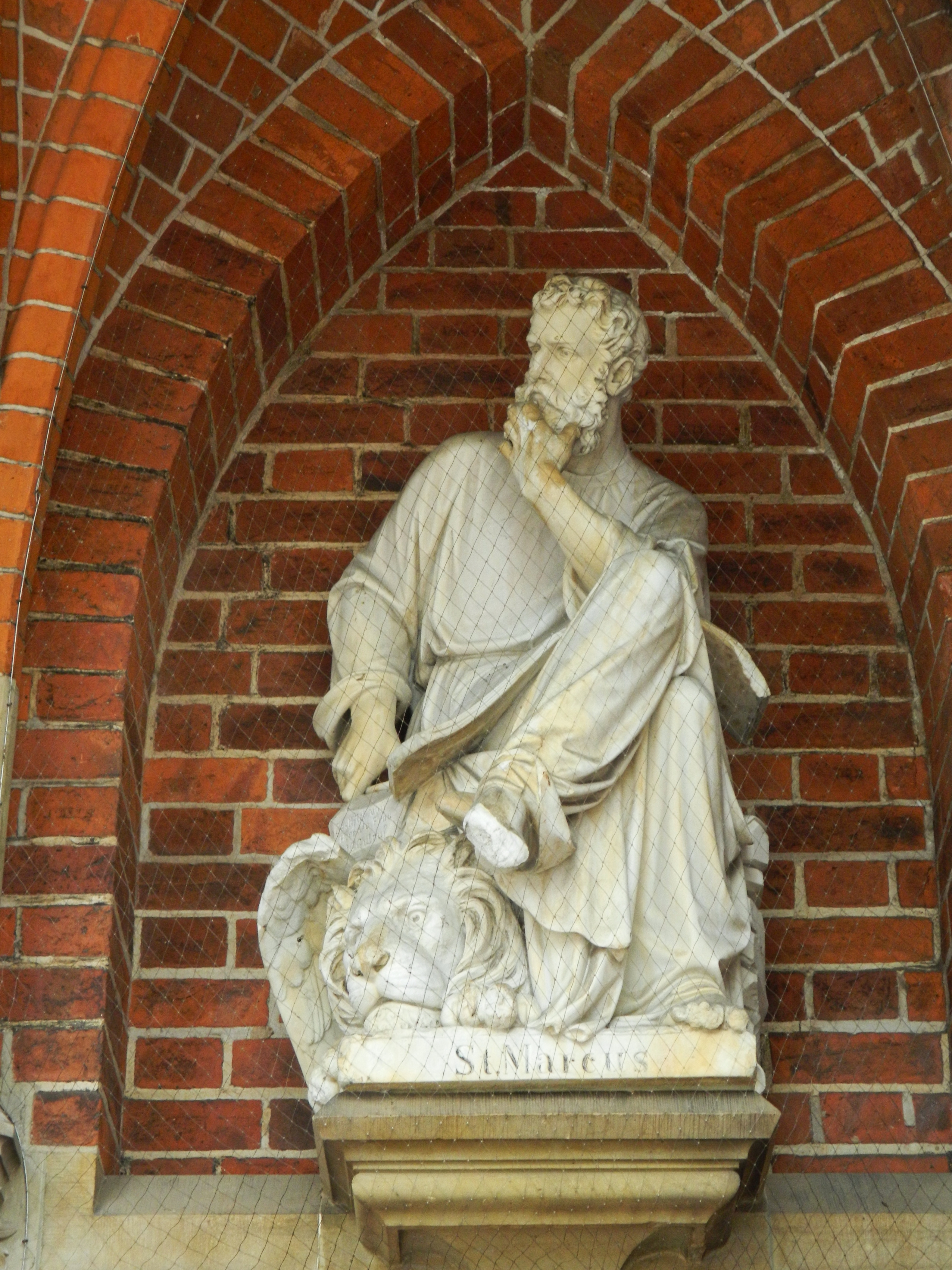
Markus mit Löwe
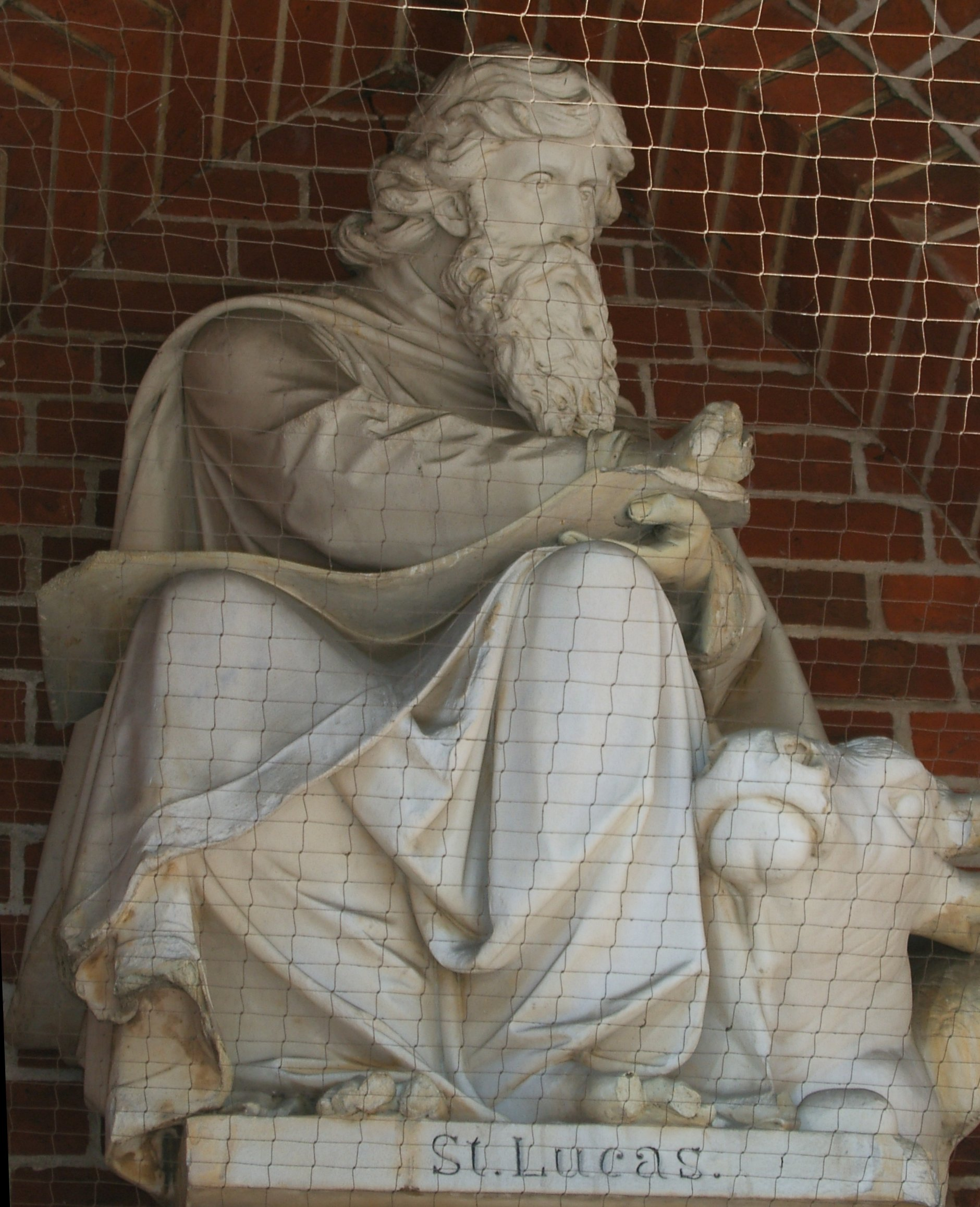
Lukas mit Stier
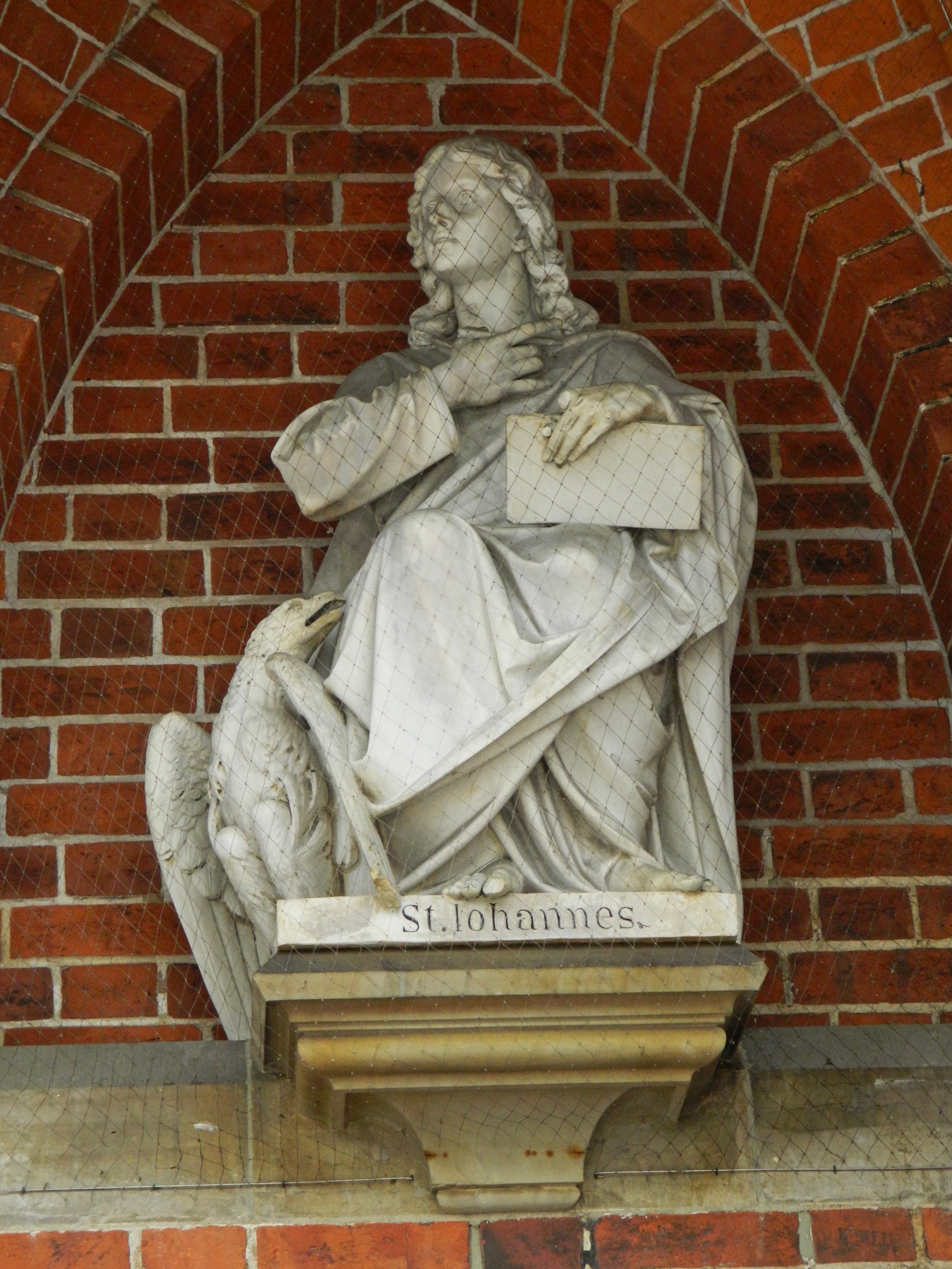
Johannes mit Adler

## Ausstattung

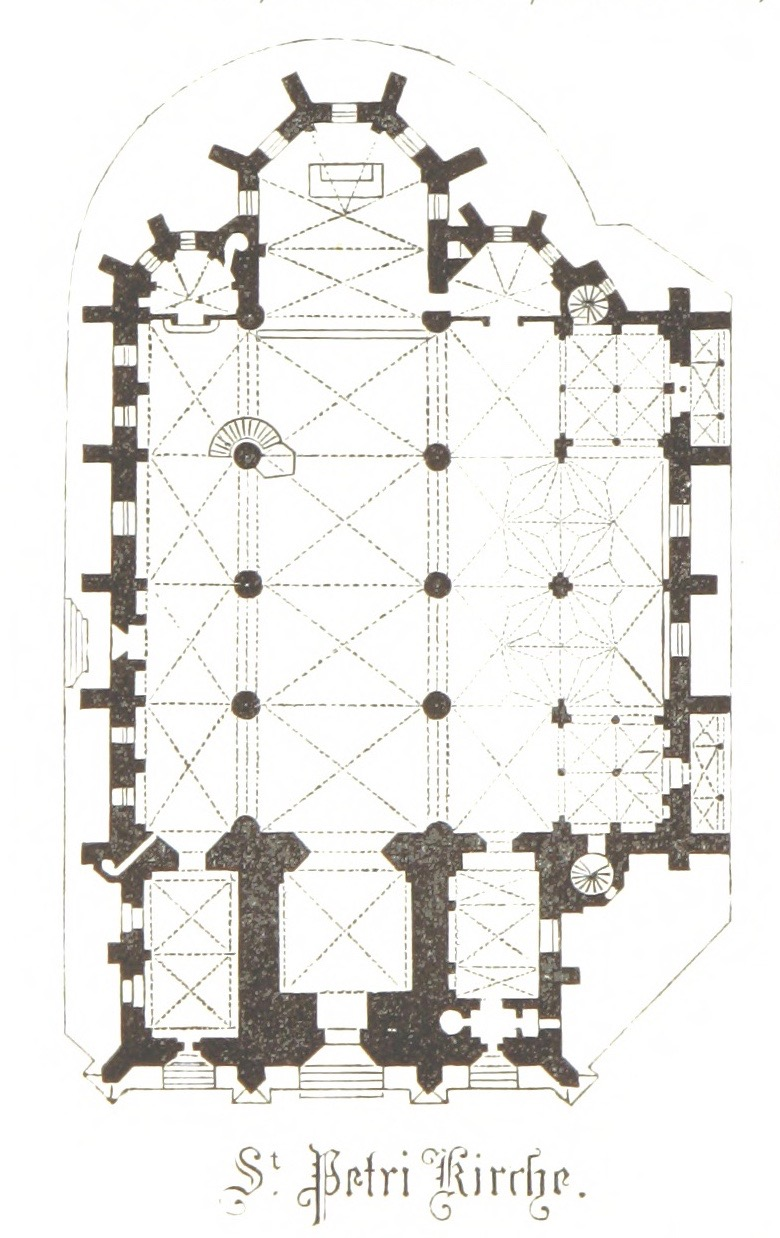
Grundriss

St. Petri bewahrt zwei Darstellungen des ersten Hamburger Bischofs Ansgar von Bremen, des „Apostels des Nordens“, aus dem alten Mariendom: im Westen an einem Pfeiler zwischen Nord- und Mittelschiff ein Tafelgemälde von Hans Bornemann von etwa 1457 (Öl auf Eiche; 187 × 74 cm), am südlichen Pfeiler des Übergangs vom Chorraum zum Langhaus eine Holzstatue aus der Werkstatt von Bernt Notke von 1480/83 (154 cm hoch). Nachdem das Gemälde von Bornemann 1999 in der Ausstellung Goldgrund und Himmelslicht in der Hamburger Kunsthalle gezeigt wurde, kam es in die Restaurierungswerkstatt von St. Jacobi. Mittels Röntgenaufnahmen wurde festgestellt, dass der ursprünglich rote Rahmen mit Hinweis auf den abgebildeten Stifter, den Domprobst Johan Middelman, schwarz übermalt worden war. Die Kopie der Ursprungsversion wurde vom Erzbistum Hamburg bei Anna Torwirt in Auftrag gegeben und ist seit 2004 im St. Marien-Dom zu sehen.
Das Renaissance-Epitaph für den 1573 verstorbenen Arzt Dr. Petrus Galbius zeigt als Hauptbild die Auferweckung des Lazarus von Cornelius Krommeny.
Aus dem Jahr 1649 stammen die beiden ovalen, jeweils 126 × 98 cm großen Ölgemälde Jacobs Traum und Anbetung des Christkindes von Gottfried Libalt (1610 Hamburg–1673 Wien). Die Anbetung wurde am 27. August 1977 von dem einschlägig bekannten Hans-Joachim Bohlmann mit Säure bespritzt und beschädigt. Beide Bilder sind nach einer umfassenden Restaurierung im Oktober 2001 nach St. Petri zurückgekehrt.
Im nördlichen Seitenschiff hängt im östlichen Joch das Gemälde einer Grablegung Christ aus dem 19. Jahrhundert. Es handelt sich dabei um eine der zahlreichen Kopien nach einem Tafelbild des niederländischen Malers Hugo van der Goes. In demselben Joch an der Nordwand sind zwei Retabelflügel (Öl auf Eiche; 176 × 64 cm) angebracht, auf die um 1490 vom Meister der Lüneburger Fußwaschung Szenen aus der Passion Christi und Paare christlicher Heiliger gemalt wurden. Die zwei Flügel verschlossen einst einen Schrein, der eine geschnitzte Kreuzigungsgruppe enthielt. Das einstige Retabel wurde aufgrund von Beschädigungen 1824 in Flügel und Schreinskulpturen fragmentiert.
Das Gemälde Martin Luther mit dem Schwan von Jacob Jacobs von 1603 hängt an einem Pfeiler im nördlichen Seitenschiff (links vom Eingang). Hierin wird der Bezug von Martin Luther zu seinem Vorläufer Jan Hus dargestellt. Vor seiner Hinrichtung soll Hus gesagt haben: „Heute bratet ihr eine Gans, aber aus der Asche wird ein Schwan entstehen“. Husa bedeutet tschechisch Gans.
Ebenfalls im Nordschiff steht eine Kalksteinskulptur der Madonna mit Resten einer Farbfassung (180 cm hoch); sie wurde um 1470 in einer westfälischen oder lübischen Werkstatt angefertigt. Sie war einst Teil des 1789 abgebrochenen Altars der Theobald-Bruderschaft, für den 1471 die Weihe eines Marienbildes vertraglich bezeugt ist.
Das Gemälde Weihnachten 1813 in St. Petri von Siegfried Detlev Bendixen hängt an einem Pfeiler im südlichen Seitenschiff (rechts vom Eingang) und wurde 1817 vom Amt der Müller und ihrer Martins-Brüderschaft gestiftet. Es erinnert an die Einwohner der Stadt, die der französischen Besatzung nach dem Beginn der Belagerung durch die Nordarmee (schwedische, preußische und russische Truppen) keine ausreichenden Proviantvorräte nachweisen konnten. Sie wurden deshalb am Heiligabend in St. Petri zusammengezogen und bei Tagesanbruch aus der Stadt gewiesen. Auf die gleiche Weise wurden nach und nach Tausende vermögenslose Einwohner vertrieben, von denen viele zu Tode kamen.
Das große Marmorrelief Grablegung Christi im Chor wurde 1869 von Hermann Schubert geschaffen.
Von den fünf Glasfenstern des Chorraumes wurden das Südfenster (Jüngstes Gericht) 1950 von Hermann Oetken (1909–1998), die übrigen (Altes Testament, Weihnachten, Ostern, Pfingsten) 1959 von Claus Wallner (4. Juli 1926 Berlin–1979) gestaltet.

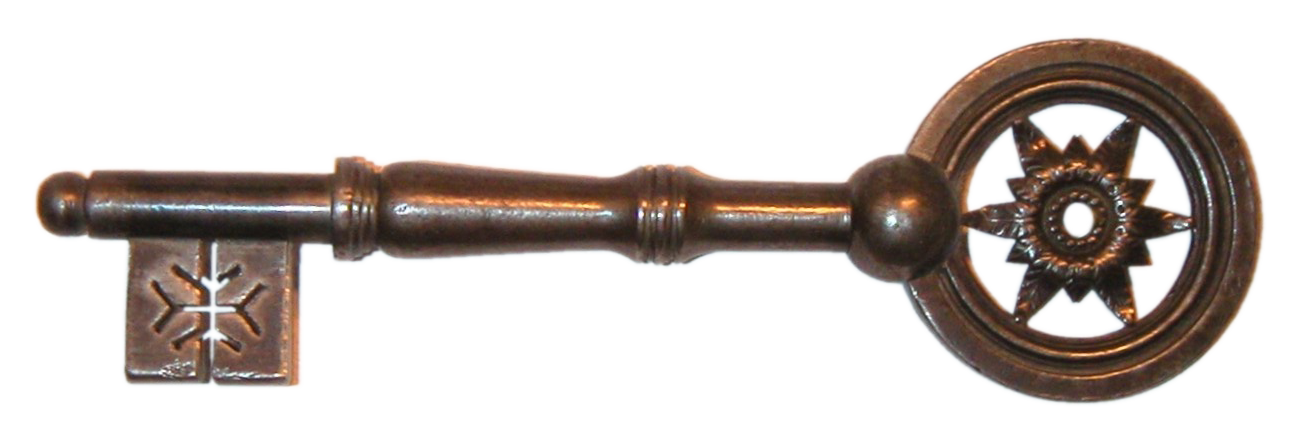
Schlüssel von St. Petri
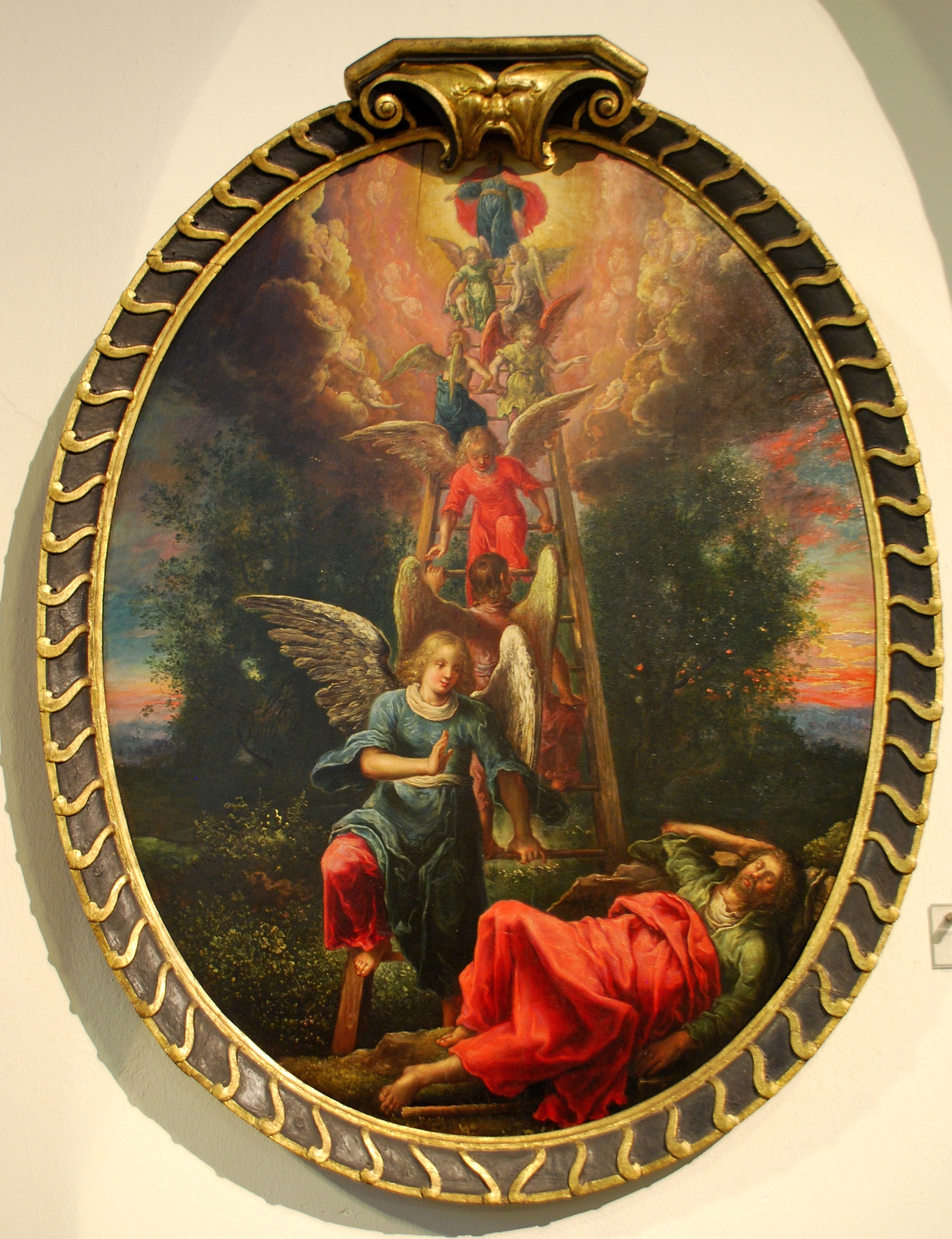
Jakobsleiter
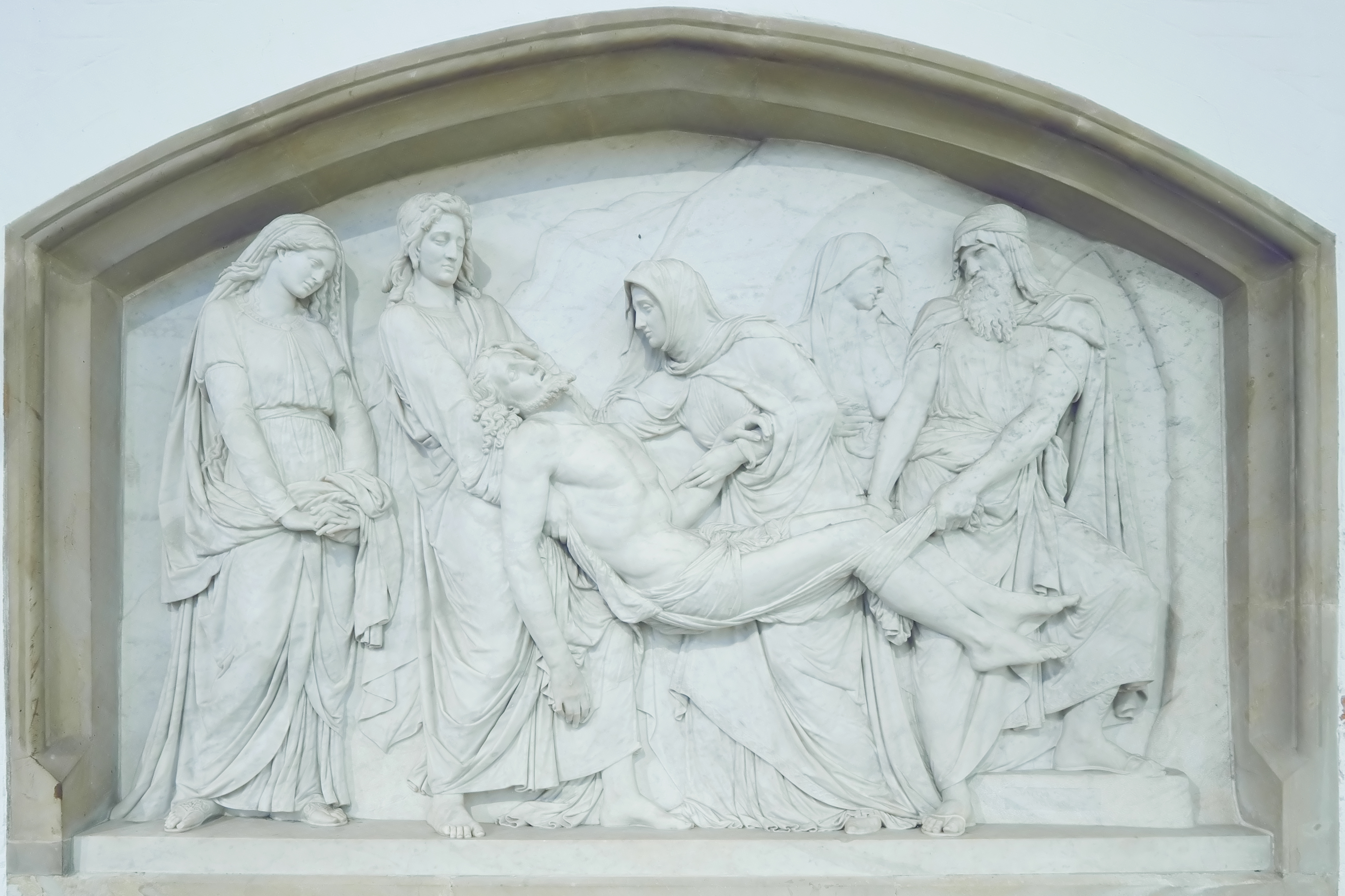
Grablegung Jesu von Hermann Schubert
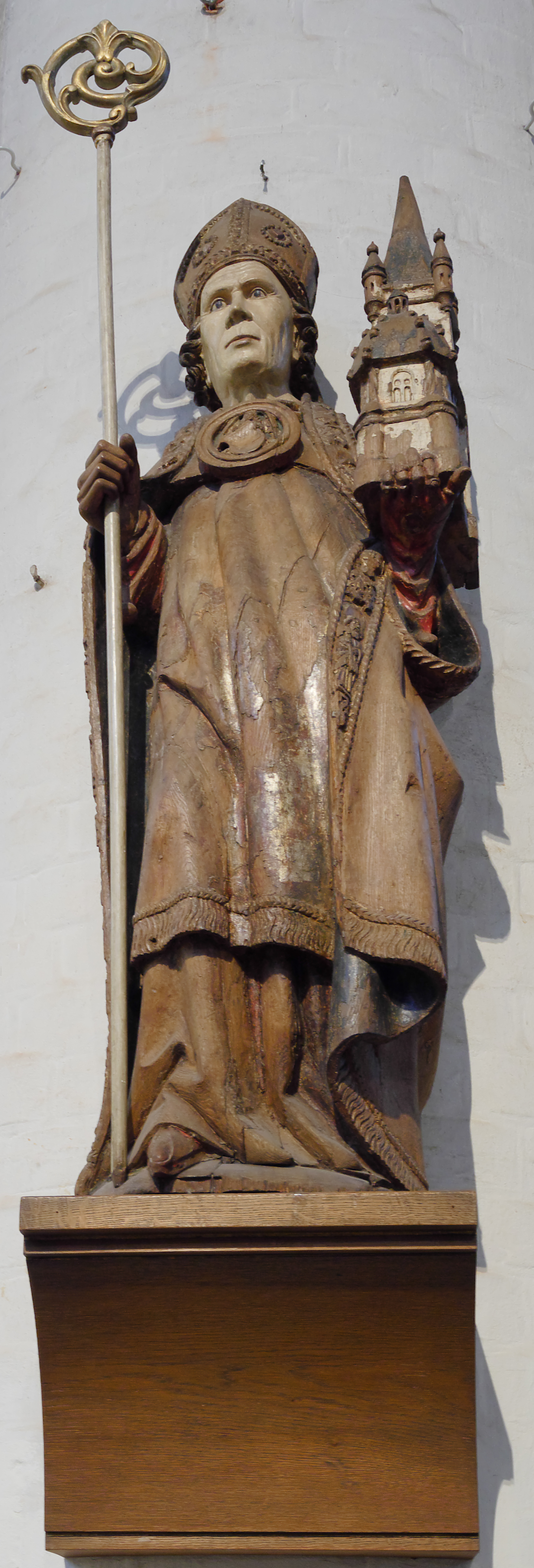
Holzstatue vom Erzbischof Ansgar aus der Werkstatt von Bernt Notke (um 1480)
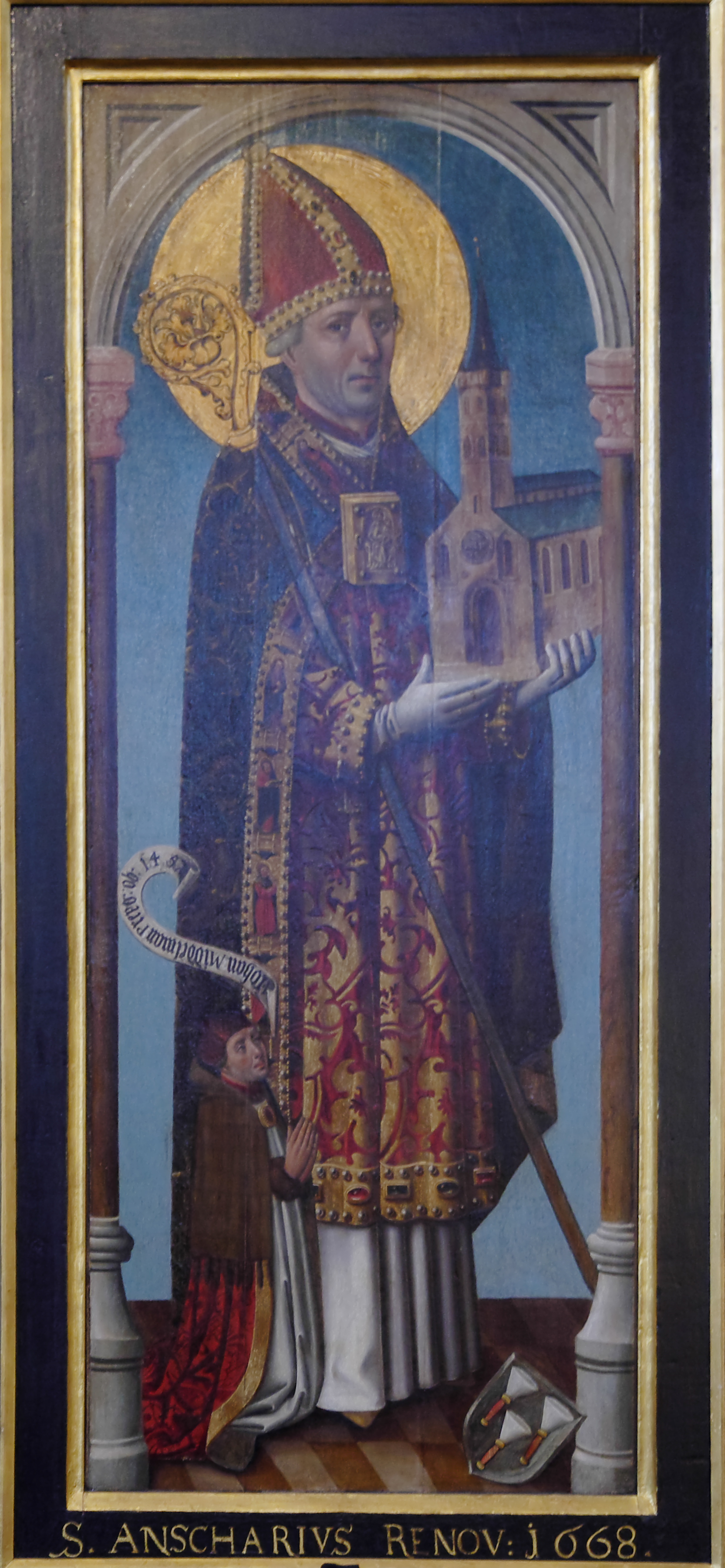
Gemälde vom Erzbischof Ansgar von Hans Bornemann (1457)
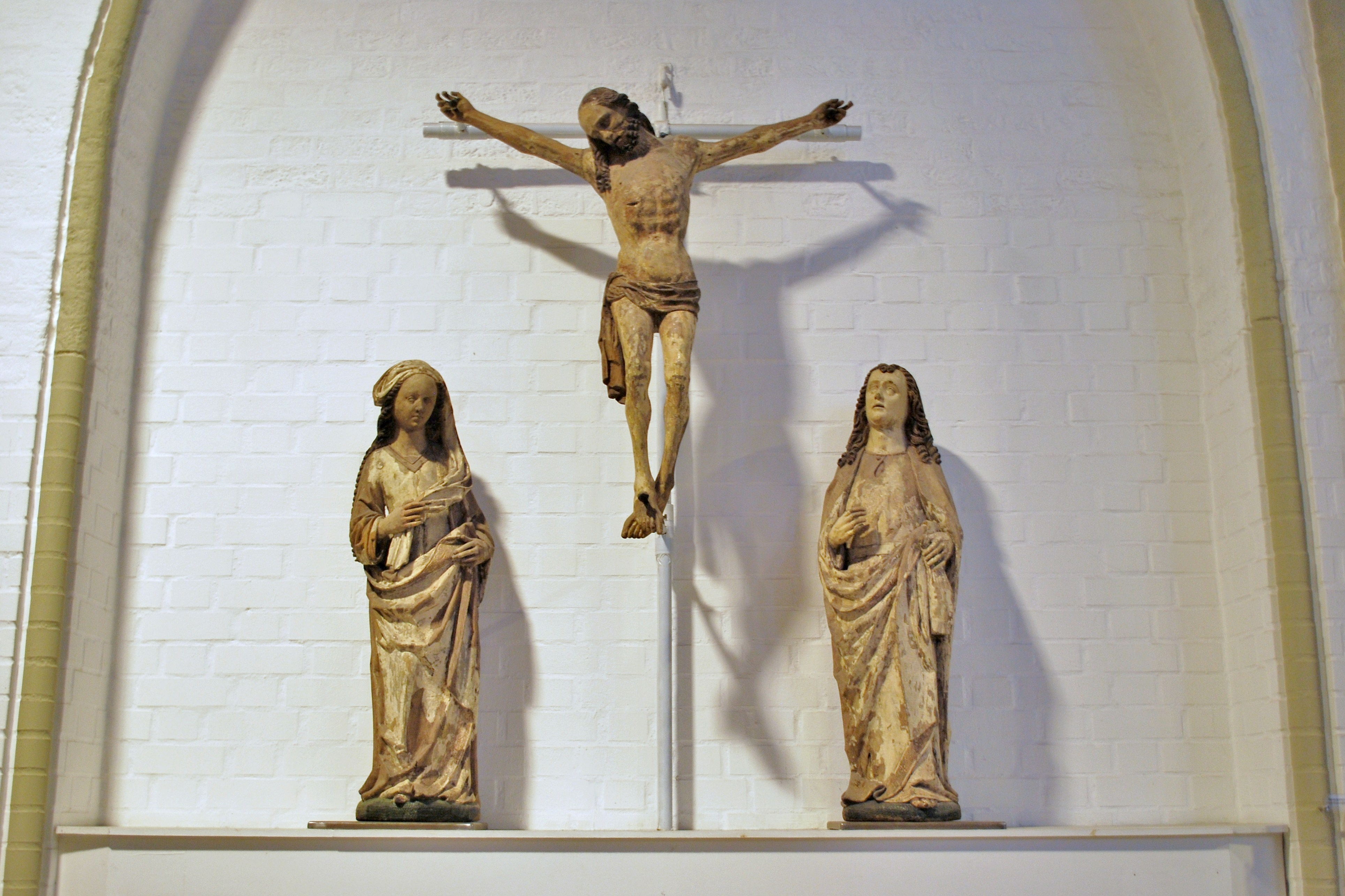
Kreuzigungsgruppe aus einem Retabelschrein, um 1490
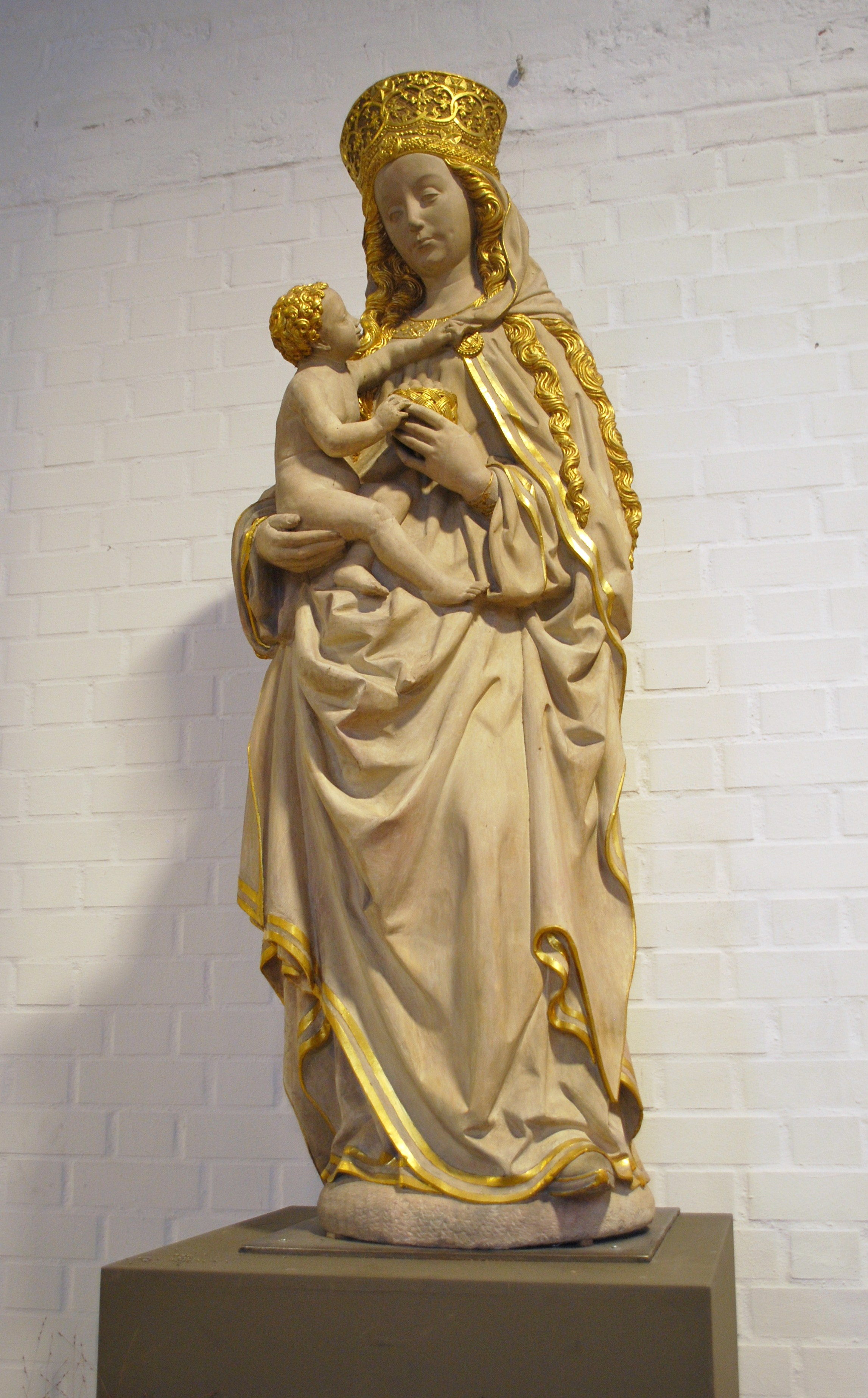
Madonnenskulptur aus Kalksandstein, um 1470

## Orgeln und Kirchenmusik

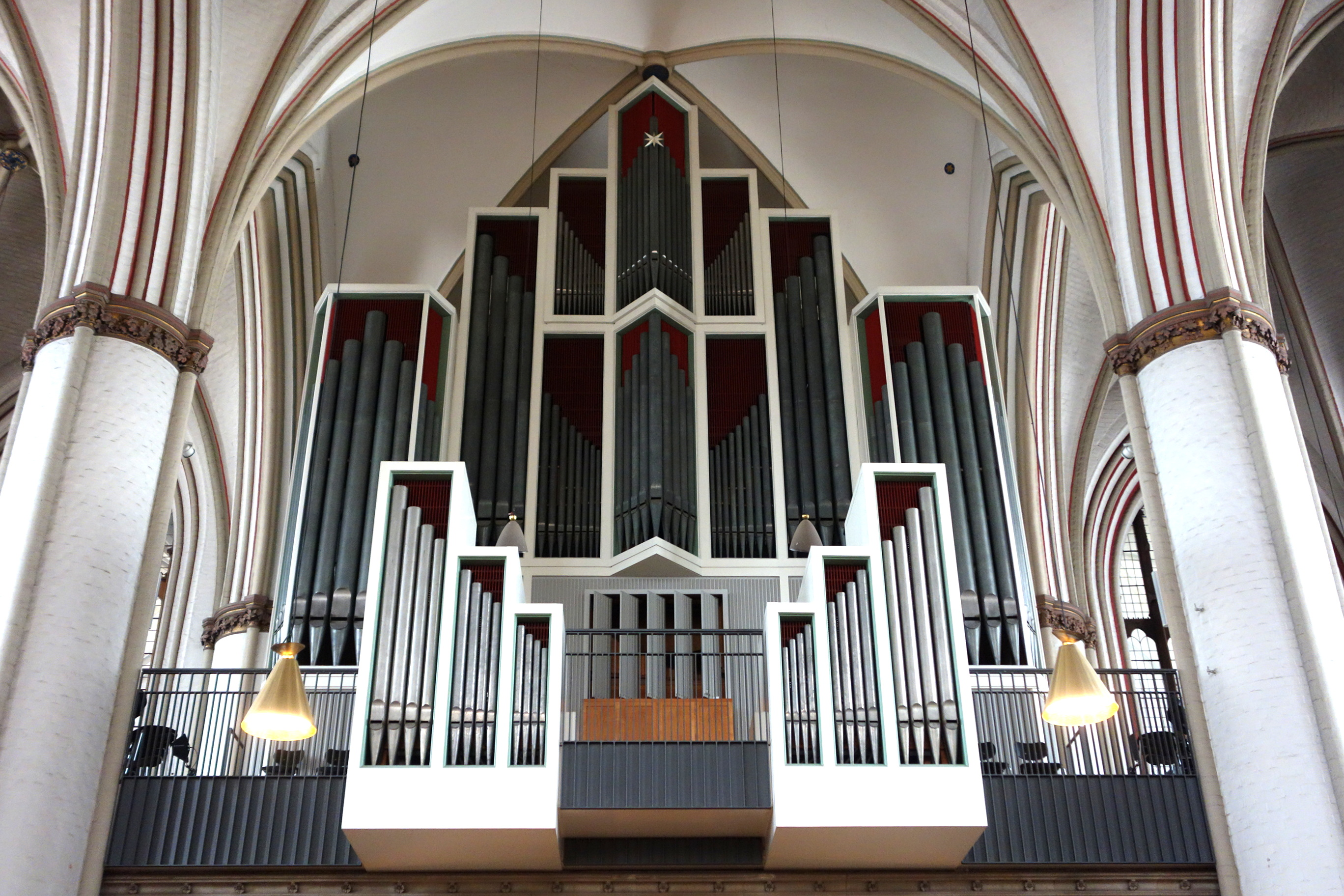
Hauptorgel

St. Petri besitzt drei Orgeln aus der Werkstatt von Rudolf von Beckerath Orgelbau (Hamburg): die Hauptorgel nach einem Dispositionsentwurf von Helmut Tramnitz (1955), eine Chororgel und ein kleines Instrument in der Martinskapelle.
Die Hauptorgel war ursprünglich neobarock konzipiert und orientierte sich stark an der Disposition der Orgel in der benachbarten Jacobi-Kirche. Die Disposition wurde bereits 1979 durch Rudolf von Beckerath dem Zeitgeschmack angepasst. Eine umfassende Restaurierung und Umdisposition der Hauptorgel durch Alexander Schuke Potsdam Orgelbau wurde 2006 abgeschlossen. Das viermanualige Instrument hat nun 66 Register auf Tonkanzellen-Schleifladen. Etwa ein Drittel der 4.724 Orgelpfeifen stammt noch aus der Vorgängerorgel, die 1884 von Eberhard Friedrich Walcker (Ludwigsburg) erbaut worden war. Die Spieltrakturen sind mechanisch, die Registertrakturen sowie Koppeln elektrisch.
| I Rückpositiv C–g3 |             |         |
| 01.                | Prinzipal   | 08′     |
| 02.                | Gedackt     | 08′     |
| 03.                | Quintadena  | 08′     |
| 04.                | Oktave      | 04′     |
| 05.                | Rohrflöte   | 04′     |
| 06.                | Quintflöte  | 02 ⁄3′  |
| 07.                | Oktave      | 02′     |
| 08.                | Terz        | 01 3⁄5′ |
| 09.                | Quinte      | 01 ⁄3′  |
| 10.                | Sifflöte    | 01′     |
| 11.                | Scharf V    | 01′     |
| 12.                | Dulzian     | 16′     |
| 13.                | Krummhorn 0 | 08′     |
|                    | Tremulant   |         |

| II Hauptwerk C–g3 |             |        |
| 14.               | Prinzipal   | 16′    |
| 15.               | Oktave      | 08′    |
| 16.               | Spielflöte  | 08′    |
| 17.               | Oktave      | 04′    |
| 18.               | Nachthorn 0 | 04′    |
| 19.               | Quinte      | 02 ⁄3′ |
| 20.               | Oktave      | 02′    |
| 21.               | Flachflöte  | 02′    |
| 22.               | Mixtur V    | 01 ⁄3′ |
| 23.               | Scharf IV   | 01′    |
| 24.               | Trompete    | 16′    |
| 25.               | Trompete    | 08′    |

| III Schwellwerk C–g3 |                      |        |
| 26.                  | Gedackt              | 16′    |
| 27.                  | Prinzipal            | 08′    |
| 28.                  | Violprinzipal        | 08′    |
| 29.                  | Holzflöte            | 08′    |
| 30.                  | Bordun               | 08′    |
| 31.                  | Gemshorn             | 08′    |
| 32.                  | Gemshornschwebung    | 08′    |
| 33.                  | Oktave               | 04′    |
| 34.                  | Koppelflöte          | 04′    |
| 35.                  | Nasat                | 02 ⁄3′ |
| 36.                  | Nachthorn            | 02′    |
| 37.                  | Mixtur IV-VI         | 01′    |
| 38.                  | Klingende Zimbel III | 01⁄6′  |
| 39.                  | Kornett IV-V         | 04′    |
| 40.                  | Fagott               | 16′    |
| 41.                  | Trompete             | 08′    |
| 42.                  | Oboe                 | 08′    |
| 43.                  | Klarine              | 04′    |
|                      | Tremulant            |        |

| IV Brustwerk C–g3 |                  |       |
| 44.               | Holzgedackt      | 8′    |
| 45.               | Holzprinzipal    | 4′    |
| 46.               | Quintade         | 4′    |
| 47.               | Prinzipal        | 2′    |
| 48.               | Quinte           | 1 ⁄3′ |
| 49.               | Schlagtöne III 0 | 2⁄5′  |
| 50.               | Scharf III       | 2⁄3′  |
| 51.               | Vox Humana       | 8′    |
|                   | Tremulant        |       |

| Pedal C–f1 |                    |        |
| 52.        | Hintersatz         | 32′    |
| 53.        | Prinzipal          | 16′    |
| 54.        | Subbaß             | 16′    |
| 55.        | Oktave             | 08′    |
| 56.        | Gedackt            | 08′    |
| 57.        | Oktave             | 04′    |
| 58.        | Nachthorn          | 02′    |
| 59.        | Rauschpfeife III 0 | 04′    |
| 60.        | Mixtur V           | 02 ⁄3′ |
| 61.        | Kontrafagott       | 32′    |
| 62.        | Posaune            | 16′    |
| 63.        | Dulzian            | 16′    |
| 64.        | Trompete           | 08′    |
| 65.        | Trompete           | 04′    |
| 66.        | Kornett            | 02′    |

- Koppeln: I/II, III/II, IV/II, III/I, IV/I, IV/III, I/P, II/P, III/P, IV/P
- Nebenregister: Zimbelstern
- Spielhilfen: elektronische Setzeranlage, Crescendowalze.
- Anmerkungen:

1. ↑  Schwellbar.

Leiter des Bachchores St. Petri und Organist von St. Petri war 32 Jahre lang Kirchenmusikdirektor Ernst-Ulrich von Kameke als Nachfolger von Helmut Tramnitz. 1996 übernahm dieses Amt Thomas Dahl, der 2007 zum Kirchenmusikdirektor ernannt wurde. Seit 1953 ist ein zweiter Kirchenmusiker in assistierender Funktion an St. Petri tätig.

## Glocken

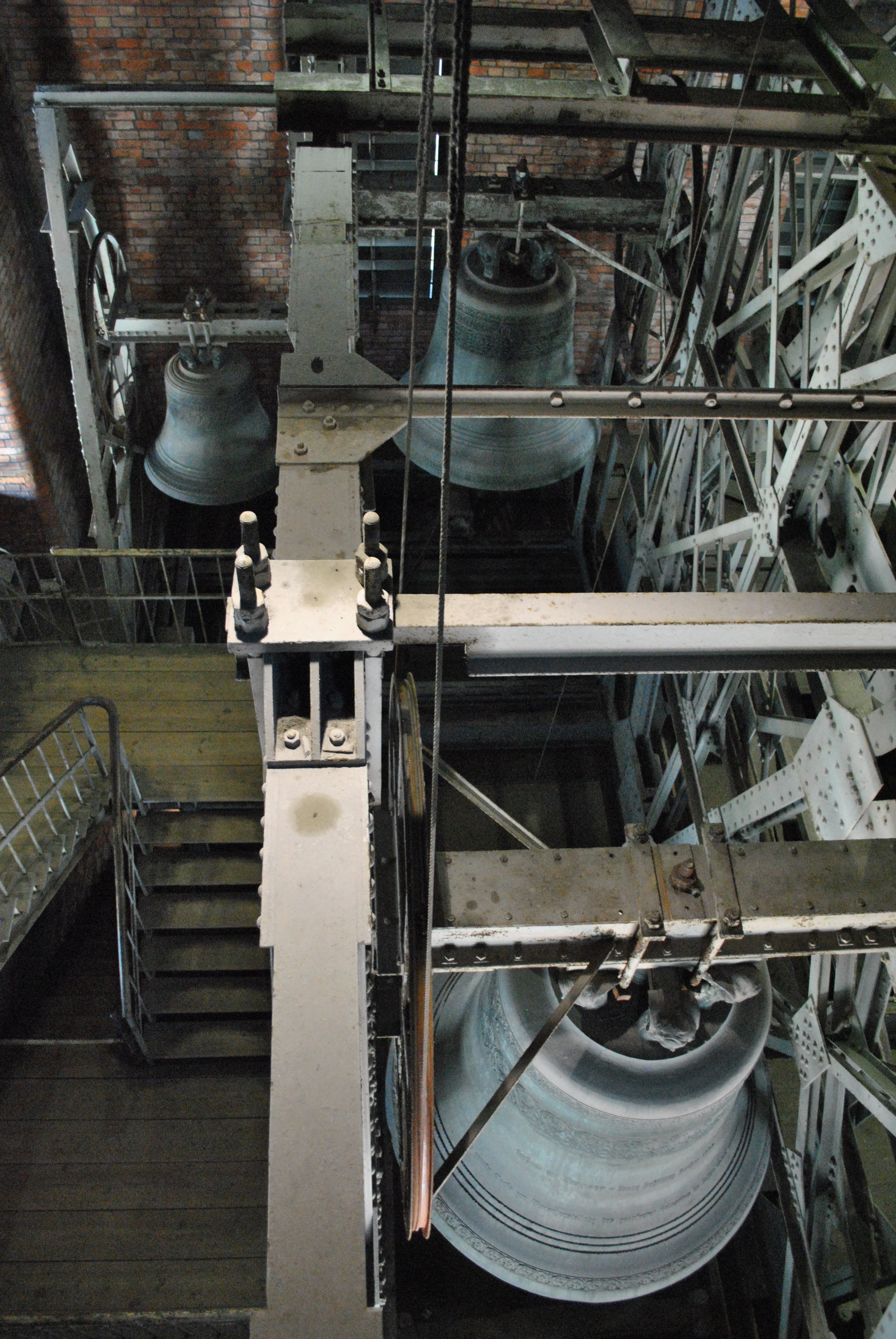
Geläut

Der mächtige Turm beherbergt ein wertvolles Dreiergeläut des 19. und 20. Jahrhunderts. Die kleine Glocke mit dem Schlagton d1 ist der Rest des 1878 von Hermann Große in Dresden gegossenen Geläuts (es0–g0–b0–d1); die drei großen Glocken wurden im Ersten Weltkrieg vernichtet. Die Glockengießerei Franz Schilling Söhne aus Apolda ergänzte in den Jahren 1922 und 1924 die übriggebliebene Glocke um zwei Glocken (g0 und b0). Die größte ist den Aposteln Peter und Paul geweiht und wiegt 6.275 kg bei einem unteren Durchmesser von 2.130 mm. Alle drei Glocken entgingen den Schmelzöfen des Zweiten Weltkrieges und gehören zu den sehr wenigen Glocken, die aus dieser Zeit erhalten geblieben sind.
Neben den drei Läuteglocken existieren noch drei Schlagglocken aus den Jahren 1939 (b0), 1510 (f1) und 1537 (d2).